# Tephrosia verdickii
Tephrosia verdickii är en ärtväxtart som beskrevs av De Wild.. Tephrosia verdickii ingår i släktet Tephrosia och familjen ärtväxter. Inga underarter finns listade i Catalogue of Life.